# Huit cubain

Schéma du huit cubain

Le huit cubain (ou  nœud de Savoie) est une figure en voltige aérienne. Vu du sol, l'avion trace le chiffre « 8 » couché.